# Schizonycha ovatula
Schizonycha ovatula är en skalbaggsart som beskrevs av Brenske 1898. Schizonycha ovatula ingår i släktet Schizonycha och familjen Melolonthidae. Inga underarter finns listade i Catalogue of Life.